# Gammaridea

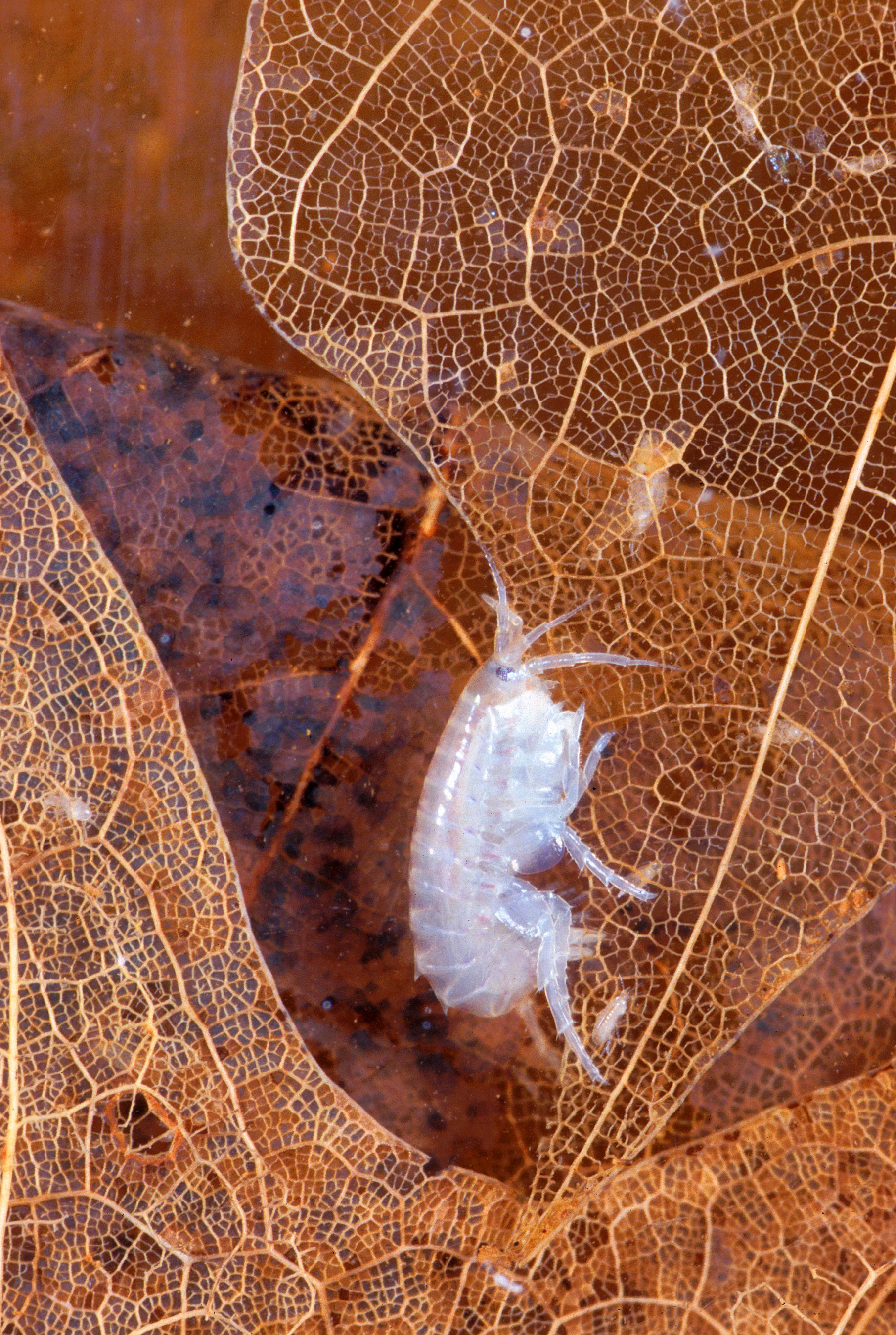
Hyalella azteca

I Gammaridei (Gammaridea Latreille, 1802) sono un sottordine di crostacei anfipodi.

## Distribuzione e habitat
Nel 1956 il sottordine comprendeva 3200 specie in 672 generi e 57 famiglie. La maggior parte delle specie è marina ma più di 500 specie sono d'acqua dolce, si incontrano fino ad un'altitudine di 4000 metri e molte sono legate alle grotte; 80 specie sono terrestri (famiglia Talitridae). Le specie terrestri sono confinate principalmente sulle spiagge di alte latitudini ma nelle regioni insulari dell'Indo-Pacifico salgono fino ad altitudini di 3000 m s.l.m. in ambienti umidi.

## Descrizione
I gammaridei sono di solito compressi lateralmente e non sono dei buoni corridori, al contrario degli Isopodi, i quali possiedono corpi schiacciati. La testa e i segmenti sono liberi poiché manca il carapace. Il capo porta gli occhi, due paia di antenne e sei parti boccali, alcune delle quali appaiate. Le mandibole usualmente hanno superfici taglienti e trituranti per masticare ma alcune specie non hanno questi meccanismo o hanno le parti boccali modificate per succhiare i tessuti degli animali, come le Ascidie. La parte anteriore del corpo (pereion) ha 7 paia di appendici (pereiopodi) di cui le prime due di solito portano una chela (gnatopodi). La parte posteriore del corpo (pleon) ha sei paia di appendici, i tre anteriori sono noti come pleopodi ed i tre più posteriori come uropodi. Infine il corpo termina con un telson, molto piccolo in tutti gli anfipodi.

## Biologia
I gammaridei sono in larga misura saprofagi; si nutrono di avanzi organici o detriti che precipitano nelle profondità oceaniche. Le specie della famiglia Ampeliscidae costruiscono dei rifugi a forma di tubi, a partire da materiali solidi della fascia intertidale o che giacciono sui fondali marini. I tubi vengono costruiti attraverso ghiandole secretrici dalle prime due paia di pereiopodi (o toracopodi) o da ghiandole cuticolari del corpo. Questi animali usano le loro antenne ben sviluppate per catturare le particelle di cibo. Le specie delle Phoxocephalidae e delle Haustoriidae hanno appendici fortemente spinose per scavare nei sedimenti. Alcune di queste ingeriscono fango mentre altre si nutrono selettivamente di depositi. Specie semiparassite o commensali con parti boccali succhiatrici sono note nelle famiglie Stenothoidae, Leucothoidae, e Dexaminidae. Esse convivono con celenterati, ascidie, spugne, aragoste e pesci.

## Tassonomia
Questo elenco comprende le famiglie che sono stante mantenute all'interno del sottordine Gammaridea dopo la creazione del sottordine Senticaudata, come elencato nel World Register of Marine Species (Aprile 2014):
- Superfamiglia Eusiroidea Bousfield, 1979
  - Eusiridae Stebbing, 1888
- Superfamiglia Liljeborgioidea Stebbing, 1899
  - Liljeborgiidae Stebbing, 1899
- Superfamiglia Lysianassoidea Dana, 1849
  - Acidostomatidae Stoddart & Lowry, 2012
  - Amaryllididae Lowry & Stoddart, 2002
  - Aristiidae Lowry & Stoddart, 1997
  - Cebocaridae Lowry & Stoddart, 2011
  - Cyclocaridae Lowry & Stoddart, 2011
  - Cyphocarididae Lowry & Stoddart, 1997
  - Endevouridae Lowry & Stoddart, 1997
  - Eurytheneidae Stoddart & Lowry, 2004
  - Hirondelleidae Lowry & Stoddart, 2010
  - Izinkalidae Lowry & Stoddart, 2010
  - Kergueleniidae Lowry & Stoddart, 2010
  - Lepidepecreellidae Stoddart & Lowry, 2010
  - Lysianassidae Dana, 1849
  - Opisidae Lowry & Stoddart, 1995
  - Pachynidae Lowry & Stoddart, 2012
  - Podoprionidae Lowry & Stoddart, 1996
  - Scopelocheiridae Lowry & Stoddart, 1997
  - Sophrosynidae Lowry & Stoddart, 2010
  - Thoriellidae Lowry & Stoddart, 2011
  - Trischizostomatidae Lilljeborg, 1865
  - Uristidae Hurley, 1963
  - Wandinidae Lowry & Stoddart, 1990
  - Lysianassoidea incertae sedis
- Superfamiglia Pontoporeioidea Dana, 1853
  - Pontoporeiidae Dana, 1853
  - Priscillinidae d'Udekem d'Acoz, 2006
- Incertae sedis
  - Acanthonotozomatidae Stebbing, 1906
  - Acanthonotozomellidae Coleman & Barnard, 1991
  - Alicellidae Lowry & De Broyer, 2008
  - Amathillopsidae Pirlot, 1934
  - Ampeliscidae Krøyer, 1842
  - Amphilochidae Boeck, 1871
  - Argissidae Walker, 1904
  - Astyridae Pirlot, 1934
  - Atylidae Lilljeborg, 1865
  - Bateidae Stebbing, 1906
  - Bolttsiidae Barnard & Karaman, 1987
  - Cheidae Thurston, 1982
  - Cheluridae Allman, 1847
  - Colomastigidae Stebbing, 1899
  - Condukiidae Barnard & Drummond, 1982
  - Cressidae Stebbing, 1899
  - Cyproideidae J.L. Barnard, 1974
  - Dexaminidae Leach, 1814
  - Didymocheliidae Bellan-Santini & Ledoyer, 1987
  - Dikwidae Coleman & Barnard, 1991
  - Epimeriidae Boeck, 1871
  - Exoedicerotidae Barnard & Drummond, 1982
  - Haustoriidae Stebbing, 1906
  - Hyperiopsidae Bovallius, 1886
  - Ipanemidae Barnard & Thomas, 1988
  - Iphimediidae Boeck, 1871
  - Lafystiidae Sars, 1893
  - Laphystiopsidae Stebbing, 1899
  - Lepechinellidae Schellenberg, 1926
  - Leucothoidae Dana, 1852
  - Maxillipiidae Ledoyer, 1973
  - Megaluropidae Thomas & Barnard, 1986
  - Melphidippidae Stebbing, 1899
  - Miramarassidae Lowry, 2006
  - Nihotungidae J.L. Barnard, 1972
  - Ochlesidae Stebbing, 1910
  - Oedicerotidae Lilljeborg, 1865
  - Pagetinidae K.H. Barnard, 1931
  - Paracalliopiidae Barnard & Karaman, 1982
  - Pardaliscidae Boeck, 1871
  - Phoxocephalidae Sars, 1891
  - Phoxocephalopsidae Barnard & Drummond, 1982
  - Platyischnopidae Barnard & Drummond, 1979
  - Pleustidae Buchholz, 1874
  - Podosiridae Lowry & Myers, 2012
  - Pseudamphilochidae Schellenberg, 1931
  - Sebidae Walker, 1908
  - Sicafodiidae Just, 2004
  - Stegocephalidae Dana, 1855
  - Stenothoidae Boeck, 1871
  - Stilipedidae Holmes, 1908
  - Synopiidae Dana, 1853
  - Thurstonellidae Lowry & Zeidler, 2008
  - Urohaustoriidae Barnard & Drummond, 1982
  - Urothoidae Bousfield, 1978
  - Valettiidae Stebbing, 1888
  - Valettiopsidae Lowry & De Broyer, 2008
  - Vicmusiidae Just, 1990
  - Vitjazianidae Birstein & M. Vinogradov, 1955
  - Zobrachoidae Barnard & Drummond, 1982

### Gammaridea sensu lato
Questo elenco alternativo di famiglie (raggruppate in superfamiglie) riflette la composizione del sottordine Gammaridea prima della revisione del 2013, quando molte delle famiglie ad esso appartenenti sono state incluse nel nuovo sottordine
Senticaudata.
Superfamiglia Ampeliscoidea
- Ampeliscidae

Superfamiglia Crangonyctoidea
- Allocrangonyctidae
- Artesiidae
- Bogidiellidae
- Crangonyctidae
- Crymostygidae
- Falklandellidae
- Kotumsaridae
- Neoniphargidae
- Niphargidae
- Paracrangonyctidae
- Paramelitidae
- Perthiidae
- Phreatogammaridae
- Pseudocrangonyctidae
- Pseudoniphargidae
- Sternophysingidae

Superfamiglia Dexaminoidea
- Atylidae
- Dexaminidae
- Lepechinellidae

Superfamiglia Eusiroidea
- Amathillopsidae
- Bateidae
- Calliopiidae
- Eusiridae
- Gammaracanthidae
- Gammarellidae
- Pontogeneiidae

Superfamiglia Gammaroidea
- Acanthogammaridae
- Acanthonotozomatidae
- Anisogammaridae
- Baikalogammaridae
- Behningiellidae
- Cardenioidae
- Caspicolidae
- Eulimnogammaridae
- Gammaridae
- Gammaroporeiidae
- Iphigenellidae
- Macrohectopidae
- Mesogammaridae
- Micruropodidae
- Pachyschesidae
- Pallaseidae
- Pontogammaridae
- Typhlogammaridae

Superfamiglia Hadzioidea
- Carangoliopsidae
- Hadziidae
- Melitidae
- Metacrangonyctidae

Superfamiglia Iphimedioidea
- Acanthonotozomellidae
- Dikwidae
- Epimeriidae
- Iphimediidae
- Ochlesidae
- Vicmusiidae

Superfamiglia Kurioidea
- Kuriidae

Superfamiglia Leucothoidea
- Anamixidae
- Leucothoidae
- Pleustidae

Superfamiglia Liljborgioidea
- Colomastigidae
- Liljeborgiidae
- Salentinellidae
- Sebidae

Superfamiglia Lysianassoidea
- Amaryllididae
- Aristiidae
- Cyphocarididae
- Endevouridae
- Eurytheneidae
- Lysianassidae
- Opisidae
- Podoprionidae
- Scopelocheiridae
- Trischizostomatidae
- Uristidae
- Wandinidae

Superfamiglia Melphidippoidea
- Megaluropidae
- Melphidippidae

Superfamiglia Oedicerotoidea
- Exoedicerotidae
- Oedicerotidae
- Paracalliopiidae

Superfamiglia Pardaliscoidea
- Astyridae
- Hyperiopsidae
- Pardaliscidae
- Sicafodiidae
- Stilipedidae
- Vitjazianidae

Superfamiglia Phoxocephaloidea
- Cheidae
- Condukiidae
- Haustoriidae
- Ipanemidae
- Phoxocephalidae
- Phoxocephalopsidae
- Platyischnopidae
- Pontoporeiidae
- Sinurothoidae
- Urohaustoriidae
- Urothoidae
- Zobrachoidae

Superfamiglia Stegocephaloidea
- Stegocephalidae

Superfamiglia Stenothoidea
- Amphilochidae
- Bolttsiidae
- Cyproideidae
- Pseudamphilochidae
- Stenothoidae

Superfamiglia Synopioidea
- Argissidae
- Synopiidae

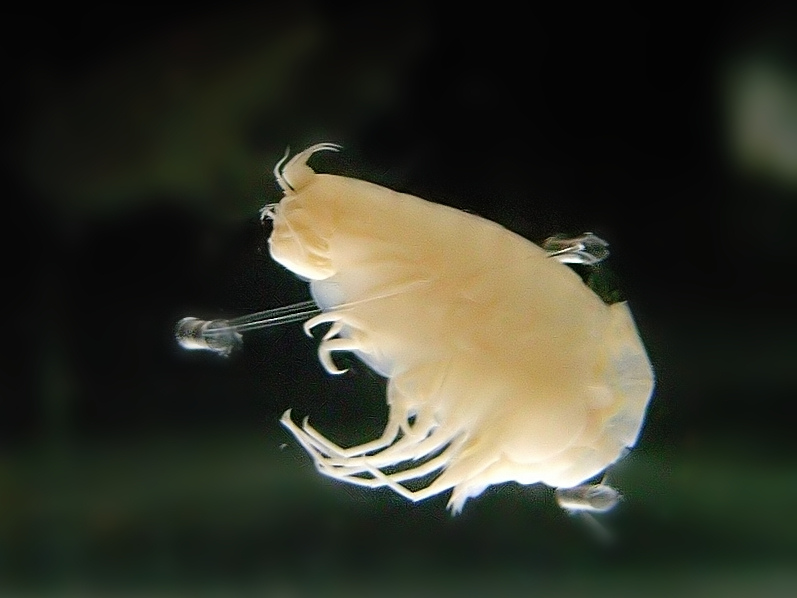
Hirondellea gigas
(Lysianassoidea: Uristidae)

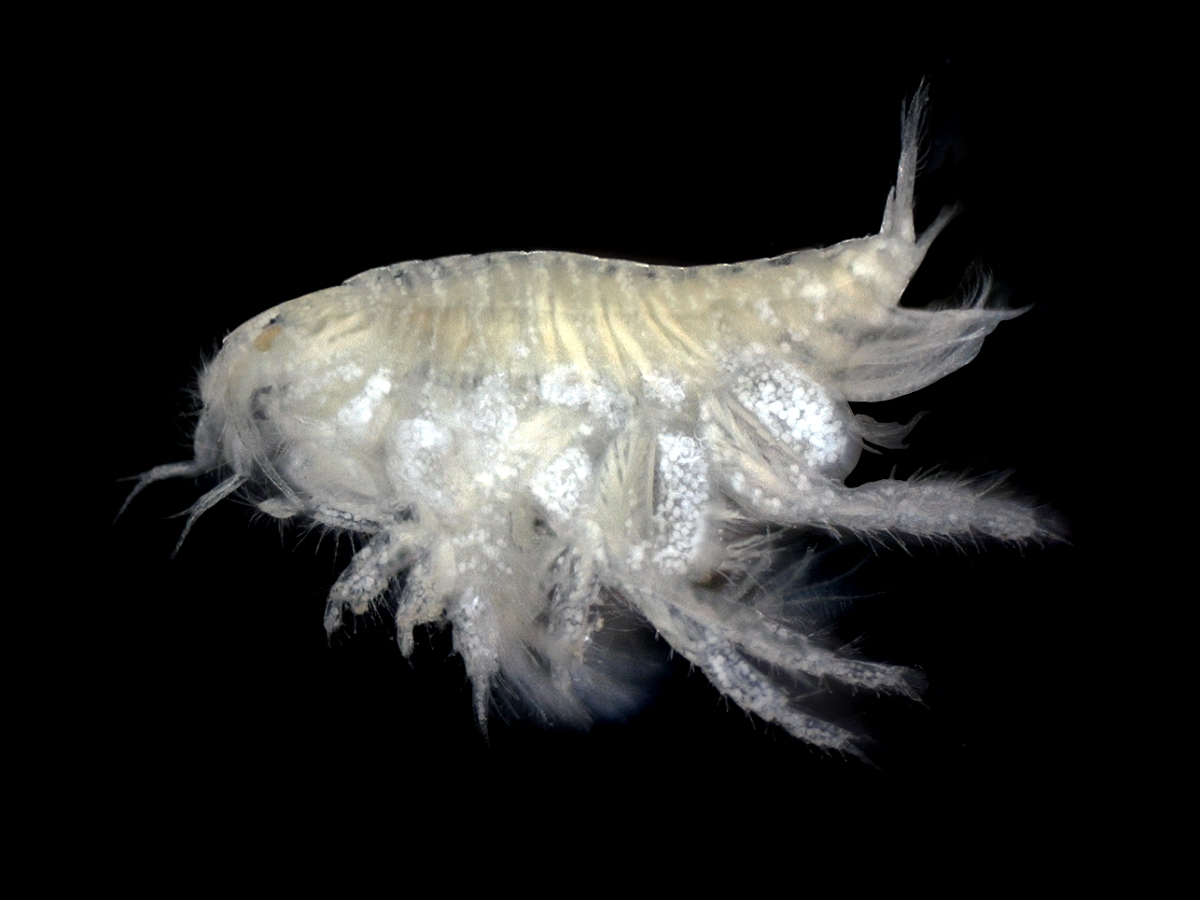
Urothoe brevicornis
(Phoxocephaloidea: Urothoidae)

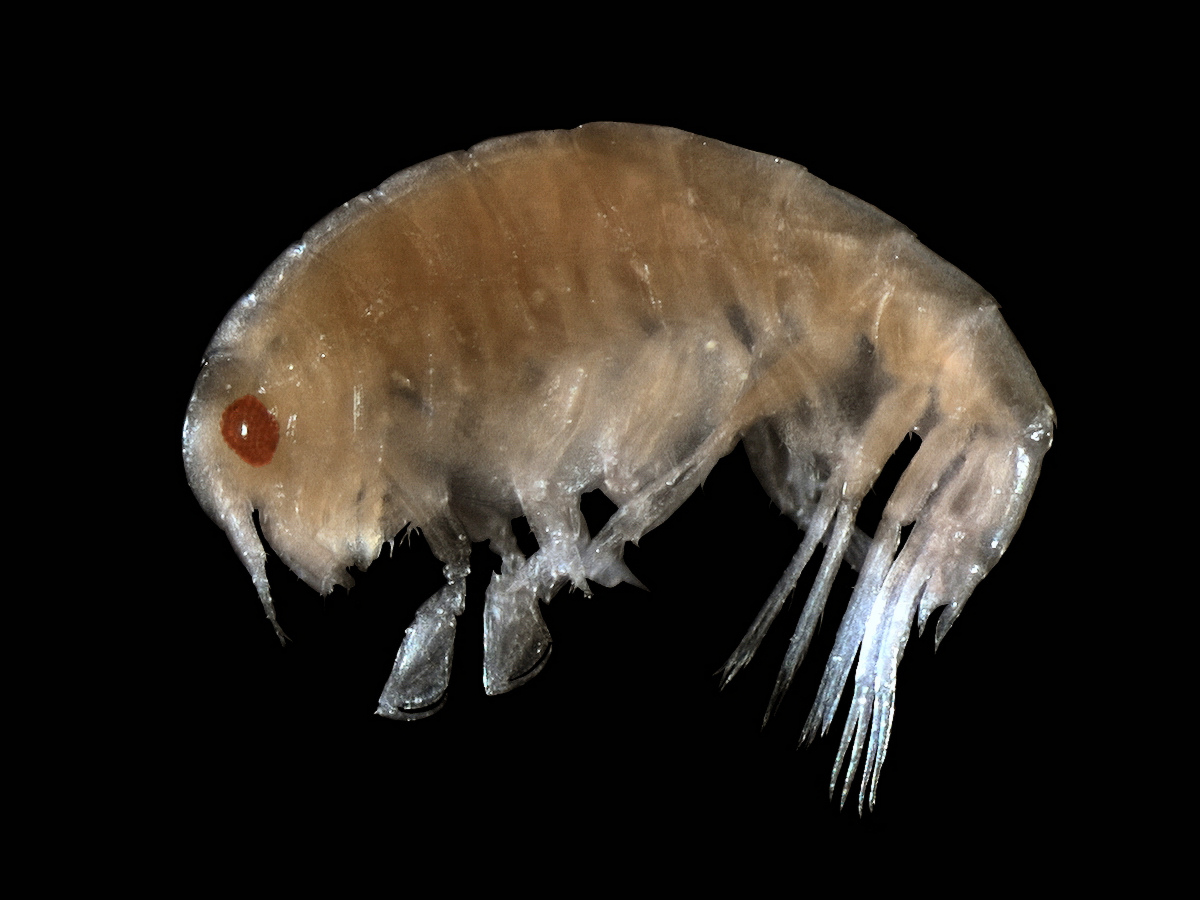
Amphilochus neapolitanus
(Stenothoidea: Amphilochidae)

Superfamiglia Talitroidea (includes Phliantoidea)
- Biancolinidae
- Ceinidae
- Chiltoniidae
- Dogielinotidae
- Eophliantidae
- Phliantidae
- Plioplateiidae
- Talitridae
- Temnophliantidae

Superfamiglia Thurstonelloidea (formerly Clarencioidea)
- Thurstonellidae (formerly Clarenciidae)

Incertae sedis
- Cressidae
- Didymocheliidae
- Iciliidae
- Lafystiidae
- Laphystiopsidae
- Maxillipiidae
- Nihotungidae
- Pagetinidae
- Paraleptamphopidae
- Tulearidae
- Valettidae